# Ламинци
Ламинци је заједнички назив за село које се налази у Босни и Херцеговини, Републици Српској, у ствари, састоји од четири села: Ламинци Брезици, Ламинци Дубраве, Ламинци Јаружани, Ламинци Сређани. Село Дубраве се дијеле на Горње и Доње Дубраве-Ламинци.

### Географски положај
Према карти размјере 1:25000, село Ламинци је дужине 12 km, а ширине 5 km. Површина Ламинаца је 43 km2, од тога на Дубраве отпада 17 km2, Брезике 11 km2, Јаружане 8 km2 и на Сређане 7 km2.
Ламинци се налазе у изразитој равници Лијевча поља, у непосредној близини ријеке Саве и ушћа ријеке Врбаса.
Приближно средиште Ламинаца налази се на мјесту званом Лисичији бријег, који се раније звао Центар, у народу познат као Цинтор. На том мјесту саграђена је српска православна црква Светог Пророка Илије, која се налази на 94.13 метара надморске висине.
Ламинци су дио општине Градишка и граниче се са запада са селима Ровине, Дубраве и Лисковац, са сјевера селима Брестовчина, Греда, Ново село, Горња Долина, са истока селима Дуго Поље, Гламочани, (које припадају општини Србац), Кочићево и са југа селима Трошељи и Топола.

### Клима
Ламинци се готово тачно налазе на 45 степену сјеверне географске ширине тј. Због таквог географског положаја у Ламинцима су јасно изражена сва четири годишња доба, са својим познатим карактеристикама, при чему су зиме хладне а љета топла. Најљепше годишње доба у Ламинцима су прољеће и јесен.
Лијевче поље и Ламинци у њему, шире гледајући, ограничени су са истока планином Мотајицом, која се наставља висинским рубом што се завршава на југу изнад Бање Луке и на западу планинама Козаром и Просаром. На сјеверу, преко Саве, пружа се шири равничарски појас Славоније, све до славонских планина. Због таквог географског положаја од вјетрова најчешћи су југо и сјеверац.

### Становништво
По националном саставу становништва, ово је изразито српско село у Босни и Херцеговини, Републици Српској. Прије Другог свјетског рата, у Ламинцима више од 90% становништва чинили су Срби. Поред њих, у том периоду, живјело је око 20 породица Хрвата у предјелу званом Прошевица и приближно толико њемачких породица, те неколико породица Чеха и Пољака.
По попису становништва (1981), у Ламинцима живе 3184 становника или 74 ст./km2

### Име
Поријекло имена Ламинци није до краја објашњено. Нема коријена у словенским језицима, али постоји муслиманско женско име Ламија. Оправдана је претпоставка да су Ламинци добили име по имену Ламија, као беговски посјед поклоњен као мираз при удаји кћери и назван по њој. Ламиначка села су добила своје називе по шумама, луговима, пропланцима, јаругама и води којом је село обиловало, нарочито за вријеме излива ријеке Саве. село Сређани се налази у средини Ламинаца, како му и име каже.

### Презимена
Бабић, Бабчић, Бајић, Башкола, Баљак, Божић, Борјановић, Будимир, Буква, Буторац, Бенцуз, Васић, Векић, Видачковић, Вујат, Вујановић, Вукић, Вуковић, Вукајловић, Гаврић, Гашић, Гвозден, Гојковић, Голуб, Грановац, Дејановић, Делић, Добрић, Дринић, Ђорђић, Ђукић, Ерак, Змијанац, Иваштанин, Илић, Јанковић, Калајџић, Касагић, Каура, Качавенда, Кесић, Клепић, Ковачевић, Ковачић, Кондић, Коњевић, Крагуљ, Кресојевић, Крстановић, Kукрић, Лазић, Латинчић, Лекић, Лисица, Лукић, Лулић, Мајкић, Малбашић, Малешевић, Мандић, Марјановић, Марковић, Марчетић, Мацура, Мачкић, Микаћ, Микић, Милановић, Миловановић, Милосављевић, Мракић, Новаковић, Павковић, Поњаушић, Перић, Пећанац, Поповић, Радуловић, Ратковић, Ристић, Ромић, Савановић, Сарајлић, Скакић, Слијепчевић, Сладојевић, Смиљанић, Совиљ, Спасојевић, Станишљевић, Станојевић, Стегић, Стојчевић, Стојичевић, Ступар, Суботић, Тепић, Тимарац, Тодоровић, Томић, Тргић, Тубин, Ћулибрк, Црнић, Цумбо, Чакаљ, Чугаљ, Шобот, Шобота.

### Спорт
Фудбалски клуб „Ламинци“.

### Култура
КУД "Дукати" — Брезици Ламинци.
„Петровдански сабор“ — годишња манифестација КУД-а "Дукати", међународни фестивал игре, пјесме и народне традиције. На манифестацији се окупљају културно-умјетничка друштва и пјевачке етно-групе.

### Познате личности
- Славко Лисица
- Манојло Миловановић
- Љубомир Касагић
- Бошко Гвозден